# Bomolocha olivacea
Bomolocha olivacea là một loài bướm đêm trong họ Noctuidae.